# Cossina
Cossina je naziv odeljka i pododeljka ditrijskih insekata u redu koji sadrži leptire i moljce koji imaju leđnu srčanu posudu. Odeljak Cossina sadrži dva pododeljka: jedan takođe nazvan Cossina (koji sadrži uglavnom manje moljce u nadporodicama Castnioidea, Cossoidea i Tortricoidea) koji imaju lutke sa leđnim bodljama; i pododeljak Bombycina (koji sadrži uglavnom veće moljce i leptire u nadfamilijama Bombycoidea, Calliduloidea, Cimelioidea, Drepanoidea, Geometroidea, Noctuoidea, Papilionoidea i Uranioidea sa lutke bez bodlji.

## Literatura
- Capinera, John, editor (2008), Encyclopedia of Entomology, 2nd ed., Springer Verlag, New York.